# 张翼祠堂
张翼祠堂，位于北京市朝阳区豆各庄地区豆各庄村内，是清朝官员張翼修建的祠堂。

## 简介
张翼祠堂建于清朝光绪年间。张翼，字燕谋（又作彦谟），生于清朝咸丰二年（1852年），卒于民国四年（1915年）。张翼家境贫寒，壮年随太常寺卿方华卿学习，自武起家，历任清朝工部右侍郎，开平矿务局督办，总办路矿大臣，曾经主持慈禧太后陵墓的兴建，张翼祠堂也正是在此时兴建。1986年，张翼祠堂被公布为朝阳区重点文物保护单位。
张翼祠堂坐北朝南，为两进四合院，占地面积大约为1700平方米。前院正门仿新华门样式，建有倒座房三间，门前原来有一座砖雕影壁，影壁上雕刻有松鼠、葡萄架、百子图等等，传说其造价相当于整座院落的造价，影壁在文化大革命中被毁。第一进院、第二进院的格局相同，都有正殿五间，东西配殿各三间，硬山筒瓦，正殿前出廊。张翼祠堂的砖雕十分精细，影壁、门楼、博缝头、墀头、廊心墙、吞脊、屋脊、柱顶石外墙透空、院墙等处，分别雕有瑞兽、花鸟、人物、灵草、山水、佛教及道教吉祥图案等等。